# Tiếng 'Are'are
Tiếng 'Are'are là ngôn ngữ của người 'Are'are trên Quần đảo Solomon. Nó được nói bởi khoảng 18.000 người, khiến nó trở thành ngôn ngữ phổ biến thứ nhì tại Quần đảo Solomon sau tiếng Kwara'ae (cũng hiện diện tại Malaita). Tỉ lệ biết chữ là khoảng từ 30% tới 60% ở người nói tiếng 'Are'are như ngôn ngữ thứ nhất, và 25%–50% ở người nói như ngôn ngữ thứ hai. Kinh Thánh đã được dịch một phần sang tiếng 'Are'are.

## Phân bố địa lý
Ngôn ngữ này chủ yếu được người 'Are'are nói. Họ sống ở miền nam đảo Malaita, cũng như đảo Nam Malaita lân cận và bờ biển đông Guadalcanal (Marau Sound, cách 60 km). Họ là thợ săn hoặc nông dân.

### Phương ngữ
Tiếng 'Are'are có hai phương ngữ, 'Are'are "lõi" và Marau (tại Marau Sound, đông Guadalcanal). Phương ngữ Marau đôi khi được xem là một ngôn ngữ riêng.

## Ngữ pháp
Cấu trúc câu là chủ-động-tân (subject–verb–object).

## Ngữ âm
Dưới đây là hệ thống ngữ âm của tiếng 'Are'are:
|          | Môi | Chân răng | Ngạc mềm | Thanh hầu |
| -------- | --- | --------- | -------- | --------- |
| Tắc      | p   | t         | k        | ʔ         |
| Nasal    | m   | n         |          |           |
| R        |     | ɾ         |          |           |
| Xát      |     | s         |          | h         |
| Tiếp cận | w   |           |          |           |

|       | Trước | Giữa | Sau |
| ----- | ----- | ---- | --- |
| Đóng  | i     |      | u   |
| Trung | e     |      | o   |
| Mở    |       | a    |     |